# Melora Walters
Pour les articles homonymes, voir Walters.
Melora Walters est une actrice américaine née le 21 octobre 1959 à Dhahran (Arabie saoudite).

## Biographie

### Vie privée
Melora Walters fut la conjointe de l'acteur Dylan Walsh de 1996 à 2003. Avec lui elle a eu deux enfants, Joanna et Thomas.

## Filmographie

### Cinéma
- 1989 : Le Cercle des poètes disparus (Dead Poets Society) : Gloria
- 1989 : Rude Awakening : Punky
- 1990 : Underground : Prostituée
- 1992 : Beethoven : Propriétaire d'animalerie
- 1993 : America's Deadliest Home Video (vidéo) : Gloria
- 1993 : Twenty Bucks : La strip-teaseuse, entrepreneuse de pompes funèbres
- 1993 : La Guerre des sexes (All Tied Up) (vidéo) : Bliss
- 1994 : Cabin Boy : Trina
- 1994 : Ed Wood : Secrétaire #2
- 1996 : Double mise (Sydney) : Jimmy's Girl
- 1996 : L'Effaceur (Eraser) : Darleen
- 1996 : American Strays : Cindy
- 1997 : Los Locos : Allison
- 1997 : Boogie Nights de Paul Thomas Anderson : Jessie St. Vincent
- 1999 : Magnolia de Paul Thomas Anderson : Claudia Wilson Gator
- 2001 : Speaking of Sex : Melinda
- 2002 : WiseGirls : Kate
- 2002 : Desert Saints : Bennie Harper
- 2003 : Melvin Goes to Dinner : Trenice, la petite-amie de Melvin
- 2003 : The Big Empty : Candy
- 2003 : Les Associés (Matchstick Men) : Heather, l'ex-épouse de Roy
- 2003 : Retour à Cold Mountain (Cold Mountain) : Lila
- 2004 : L'Effet papillon (The Butterfly Effect) : Andrea Treborn
- 2005 : American Gothic : Loren
- 2010 : Love Ranch : Janelle
- 2013 : States of Grace : Dr Hendler
- 2019 : Robert the Bruce de Richard Gray  : Ylfa
- 2019 : Drowning (réalisatrice et scénariste) : Catherine

### Télévision

#### Séries télévisées
- 1998 : L.A. Docs (L.A. Doctors) (saison 1) : Felicity
- 2003 : Agence Matrix (Threat Matrix) (saison 1) : Lia 'Lark' Larkin
- 2007 : Desperate Housewives (saison 4, épisodes 8 et 9) : Sylvia Greene
- 2015 : Esprits criminels (saison 10, épisodes 22 et 23) : Paige
- 2017 : New York, unité spéciale (saison 19, épisode 7) : Laurel Linwood

### Téléfilms
- 1990 : How to Murder a Millionaire
- 1993 : Manipulation meurtrière (Telling Secrets) : Karen Blake
- 1994 : La Revanche de l'Ouest (Dead Man's Revenge) : Bunny
- 1994 : Midnight Run for Your Life : Laura Bellstratton
- 1998 : Il était deux fois (en) (Twice Upon a Time) de Thom Eberhardt : Alannah Merribone
- 2011 : La Rivière du crime (The River Murders) : Agent Glover
- 2016 : Égarement coupable (Indiscretion) : Harper